# Hieracium borragineum
Hieracium borragineum là một loài thực vật có hoa trong họ Cúc. Loài này được ArvTouv. & G.Gaut. mô tả khoa học đầu tiên.